# Municipio de Huitziltepec
El municipio de Huitziltepec es uno de los 217 municipios que conforman al estado mexicano de Puebla, su cabecera es la ciudad de Santa Clara Huitziltepec.

## Geografía
El municipio abarca 51 km² y se encuentra a una altitud promedio de 1900 m s. n. m.

## Demografía
De acuerdo al último censo, realizado por el INEGI en 2010, en el municipio habitan 5 306 personas.